# Szalim-ahum
Szalim-ahum (akad. Šalim-aḫum) – wczesny, słabo znany władca asyryjski, noszący tytuł „zarządcy (miasta) Aszur” (énsi a-šùrki), syn i następca Puzur-Aszura I, ojciec i poprzednik Ilu-szumy; rządził miastem-państwem Aszur na początku XX w. p.n.e.

## Imię
W jedynej znanej inskrypcji tego władcy oraz inskrypcjach jego kolejnych następców Ilu-szumy, Eriszuma I i Ikunuma jego imię zapisywane jest Ša-lim-a-ḫu-um (w transkrypcji Šalim-aḫum). Znaczy ono w języku akadyjskum „Uchowaj brata!”. W Asyryjskiej liście królów imię to uległo zniekształceniu i zapisywane było Šal-lim-papmeš (w transkrypcji Šallim-aḫḫē, tłum. „Uchowaj braci!”).

„Sulili, Kikkia, Akia, Puzur-Aszur, Szalim-ahum, Ilu-szuma - razem sześciu królów [których imiona zostały zapisane na] cegłach, (ale) których limmu nie zostali spisani/znalezieni”

## Asyryjska lista królów
Szalim-ahum (pod imieniem Szallim-ahhe) wymieniany jest w Asyryjskiej liście królów jako 31 władca Asyrii. Występuje on tam jako piąty z tzw. „sześciu królów [których imiona zostały zapisane na] cegłach, (ale) których limmu nie zostali spisani/znalezieni”. Jako jego poprzednik wymieniany jest Puzur-Aszur I, a jako jego następca Ilu-szuma.

## Dynastia
Szalim-ahum jest drugim znanym władcą Aszur należącym do tzw. „dynastii Puzur-Aszura I”. W swojej własnej inskrypcji nazywa on siebie „synem Puzur-Aszura”, podczas gdy jego syn, Ilu-szuma, w swojej inskrypcji nazywa siebie „synem Szalim-ahuma, zarządcy (miasta) Aszur” (dumu Ša-lim-a-hu-um énsi A-šùrki). O Szalim-ahumie wspominają również kolejni władcy Aszur: Eriszum I w swych inskrypcjach zaznacza, iż był wnukiem Szalim-ahuma, zaś Ikunum przedstawia siebie jako jego prawnuka.
| władcy z dynastii Puzur-Aszura I | pokrewieństwo       | lata panowania według Veenhofa | lata panowania według Barjamovica, Hertela i Larsena | uwagi                                                     |
| -------------------------------- | ------------------- | ------------------------------ | ---------------------------------------------------- | --------------------------------------------------------- |
| Puzur-Aszur I                    | -                   | początek XX w. p.n.e.          | początek XX w. p.n.e.                                | najprawdopodobniej założyciel dynastii                    |
| Szalim-ahum                      | syn Puzur-Aszura I  | początek XX w. p.n.e.          | początek XX w. p.n.e.                                | we własnej inskrypcji nazywa siebie „synem Puzur-Aszura”  |
| Ilu-szuma                        | syn Szalim-ahuma    | ?-1974 p.n.e.                  | ?-1971 p.n.e.                                        | we własnej inskrypcji nazywa siebie „synem Szalim-ahuma”  |
| Eriszum I                        | syn Ilu-szumy       | 1974-1935 p.n.e.               | 1972-1933 p.n.e.                                     | we własnych inskrypcjach nazywa siebie „synem Ilu-szumy”  |
| Ikunum                           | syn Eriszuma I      | 1934-1921 p.n.e.               | 1932-1918 p.n.e.                                     | we własnej inskrypcji nazywa siebie „synem Eriszuma”      |
| Sargon I                         | syn Ikunuma         | 1920-1881 p.n.e.               | 1917-1878 p.n.e.                                     | we własnej inskrypcji nazywa siebie „synem Ikunuma”       |
| Puzur-Aszur II                   | syn Sargona I       | 1880-1873 p.n.e.               | 1877-1870 p.n.e.                                     | nazywany „synem Sargona” w Asyryjskiej liście królów      |
| Naram-Sin                        | syn Puzur-Aszura II | 1872-1829/1819 p.n.e.          | 1869-? p.n.e.                                        | nazywany „synem Puzur-Aszura” w Asyryjskiej liście królów |
| Eriszum II                       | syn Naram-Sina      | 1828/1818-1809 p.n.e.          | ?-1809 p.n.e.                                        | nazywany „synem Naram-Sina” w Asyryjskiej liście królów   |

## Panowanie
Szalim-ahum jest najwcześniejszym asyryjskim władcą, którego istnienie potwierdzają jego własne inskrypcje. W trakcie wykopalisk w mieście Aszur, podczas prac archeologicznych prowadzonych przy najstarszych kamiennych fundamentach świątyni boga Aszura, odnaleziona została płyta alabastrowa z wyrytą na niej jego inskrypcją. Nosi on w niej tytuł „zarządcy (miasta) Aszur” (énsi a-šùrki) i przedstawia siebie jako syna Puzur-Aszura I (dumu Pù-zur8-da-šùr). W inskrypcji tej opisane zostały jego prace budowlane przy świątyni boga Aszura, które prowadzone być miały na życzenie samego boga. W tekście wspomniane są kaplice i pomieszczenia usytuowane wokół głównego wewnętrznego dziedzińca świątyni, w tym „dom kadzi piwnych” i „pałac [...] Dagana”, identyfikowany ze znaną z późniejszych tekstów bēt Dagan, ważną kaplicą dzieloną przez Dagana z Enlilem i innymi bogami. Opis prac Szalim-ahuma jest najwcześniejszym znanym świadectwem działalności budowlanej władców asyryjskich przy tej świątyni i dobrze wpisuje się we wczesne lata politycznej niezależności Aszur, kiedy to świątynia eponimicznego boga miasta odgrywać musiała szczególnie ważną rolę.
Panowanie Szalim-ahuma i pozostałych pięciu władców wspomnianych w ustępie Asyryjskiej listy królów umieszczane jest w pięćdziesięcioletnim okresie pomiędzy ok. 2025 a ok. 1974 r. p.n.e. Ok. 2025 r. p.n.e., w kilka lat po objęciu tronu przez Ibbi-Suena, imperium III dynastii z Ur zaczęło się rozpadać i utraciło kontrolę nad swoimi obszarami peryferyjnymi, w tym nad miastem Aszur, tak więc Szalim-ahum, jako niezależny władca miasta-państwa Aszur, panować mógł dopiero po tej dacie. Z drugiej strony panować on musiał przed ok. 1974 r. p.n.e., gdyż dopiero wówczas, wraz z wstąpieniem na tron Eriszuma I, wprowadzono w Aszur instytucję corocznie wybieranego urzędnika limmu (eponima), podczas gdy Asyryjska lista królów zalicza Szalim-ahuma do grupy wcześniejszych władców, za których rządów urzędnicy limmu nie byli jeszcze znani.